# Пръв устав на ВМОРО
Първият устав на ВМОРО е нормативният документ, с който първоначално са се уреждали основните правила и принципи на дейност на организацията. Поради липсата на запазена оригинална протоколна документация от учредителното и следващите заседания на ЦК, както и факта, че най-ранните й устави които са открити до момента не са датирани, първият устав на тайната Вътрешна македоно-одринска революционна организация (ВМОРО) е все още обект на спорове сред изследователите. Спорът също така включва нейното първоначално име и етнически характер, както и датирането, автентичността и авторството на предполагаемия й първи устав. В свидетелствата на членовете-учредители на организацията съществуват известни противоречия и несъответствия, което допълнително усложнява решаването на проблема. Организацията често е наричана от османските власти „Българския комитет“ в навечерието на 20 век, а членовете й комитаджии, което на турски значи членове на комитета. Анализите на запазените устави и правилници открити до момента, навеждат на извода, че организацията първоначално се е наричала с официалното име Български македоно-одрински революционни комитети (БМОРК), въпреки че това заключение все още е спорно.

## Сведения за името на организацията
Революционната организация, създадена през 1893 г. в османския Солун, променя името си няколко пъти, преди да приеме през 1919 г. последното си и най-често срещано име, т.е. Вътрешна македонска революционна организация (ВМРО). Многократните промени в името на ВМРО довеждат до продължаващ дебат между български и северномакедонски историци, както и в рамките на самата северномакедонска историография. Критичният въпрос е доколко Организацията има български етнически характер и кога се опитва да се отвори към другите балкански народности. Като цяло нейните основатели са вдъхновени от по-ранните български революционни традиции. Всички нейни основни документи са написани на българския правопис отпреди 1945 година.
Според спомените на члена-учредител Христо Татарчев, написани през 1928 година, ВМОРО първо се е наричала Македонска революционна организация (МРО). Според друг член-учредител Петър Попарсов първото й име е „Комитет за придобиване на политическите права на Македония, дадени й с Берлинския договор“. Според Татарчев основателите на ВМОРО разполагат със спомените на Захари Стоянов за Априлското въстание от 1876 година, в които е публикуван уставът на Българския революционен централен комитет (БРЦК), който те вземат за образец за първия устав на организацията. По думите на Татарчев Одринският регион първоначално не е бил включен в програмата на организацията, но по-късно е добавен. Според Христо Коцев през 1895 година Даме Груев му възлага да започне изграждането на комитетската мрежа в Одринско.

## Български македоно-одрински революционни комитети

### Откриване на устава на БМОРК
През 1961 година северномакедонският историк Иван Катарджиев публикува устав и правилник, открит в Скопие, наименуващ организацията Български македоно-одрински революционни комитети (БМОРК). Преписи от този устав и правилника по-късно са намерени и в България. Съгласно този устав членството в Организацията се разрешавало само на българи. Фактът, че първият устав ограничава членството на етническа основа, се потвърждава от Татарчев в спомените му от 1934 година, както и в мемоарите на други революционери. Въпреки че според Иван Хаджиниколов членството е отворено за всички от Македония. Според Илия Докторов това ограничение е продължавало до 1896 година, но според Георги Баждаров, който също потвърждава името на БМОРК като първо до около 1900 година. Името на БМОРК, също като информация за нейния устав, се споменава в тогавашната чуждестранна преса, в българската дипломатическа кореспонденция, съществува и в спомените на някои революционери и съвременници. Някои международни, български и северномакедонски изследователи възприемат мнението, че това е първият устав, т.е. първото официално име на организацията.   

### Северномакедонски възгледи
Катарджиев твърди, че това е първият устав на организацията и под това име тя съществува от 1894 до 1896 година, когато е променувана на Тайна македоно-одринска революционна организация (ТМОРО). През 1969 година името БМОРК е официално популяризирано като позиция на македонската историческа общност във втория том на първата по рода си тритомна История на македонския народ, както и в нейното еднотомно издание през 1970 година. Според Гане Тодоровски от самото й име може да се заключи, че първоначално това е организация предимно на българското население в Македония и Одринско. Така, според Кръсте Битовски това е не само първият запазен устав, но и неговият оригинал.
През 1999 година този възглед е ревизиран от Блаже Ристовски в неговата "История на македонската нация". Той практически възприема позицията на българските си колеги, че първото име на организацията е МРО. Ристовски обаче напълно отхвърли устава и правилника на БМОРК, прокарвайки странната идея, че първият запазен устав е този на ТМОРО.  Днес много историци в Северна Македония поставят под въпрос автентичността на устава на БМОРК или отхвърлят връзката му с ВМОРО. Те твърдят, че активистите на ВМОРО са имали етническа македонска идентичност, докато наименованието българи тогава е имало по-скоро религиозна конотация. Тези, които приемат съществуването на устава, твърдят, че терминът българин е използван уж по тактически съображения, тъй като дейността на организацията е съсредоточена предимно върху българското екзархийско население. Други настояват, че основателите на организацията тогава са били под влияние на българската пропаганда.

### Български възгледи
Български историци, като Константин Пандев, виждат в устава и правилника на БМОРК потвърждение за българския етнически характер на организацията.   Определението македонски тогава има регионално значение, докато идеите за отделна македонска нация се подкрепят само от шепа интелектуалци. Те настояват също, освен националното обозначение „българин“ в името, друга част от него е свързана с тогавашния Одрински вилает, чието българско население днес не е оспорвано в Северна Македония. Също така, освен че уставът позволява членството само на българи, правилникът съдържа клетва, която също потвърждава българския му характер. През 1969 година Пандев прокарва възгледа, че обозначението БМОРК съществува от 1896 до 1902 година, когато е сменено на ТМОРО, възприето от някои международни и много български историци.   
Много български изследователи приемат, че първото име на организацията през 1894-1896 година е Македонска революционна организация или Македонски революционен комитет. Мнението, че МРО е първото му име, е възприето и от различни международни изследователи.    Все още обаче не са намерени нито устав, нито правилник с такива имена. Българските изследователи предполагат, че учредителният устав на ВМОРО все още не е открит или не е оцелял. По думите на Попарсов първият образец на устава е изпратен за печат в Румъния, където е изгорял при пожар. Според Лазар Гюров между 1894 и 1896 година под ръководството на Атанас Мурджев, той отпечатва тайно край Солун, устав и правилник на организацията в ограничен тираж, който не е запазен. Така първият запазен устав на организацията е този на БМОРК.  Някои български историци не приемат мнението на Пандев и се придържат към това на Катарджиев, т.е. първото уставно име на организацията е БМОРК.   Българските изследователи също твърдят, че самият Катарджиев е имал изяви, в които публично твърди, че революционерите от ВМОРО имат българско самосъзнание.   

### Спор за авторство
Според някои български и северномакедонски изследователи автор на устава на БМОРК е Петър Попарсов.  Други български историци приемат, че автори на устава са Гоце Делчев и Гьорче Петров. Според Пейо Яворов, Гоце Делчев участва в конгрес на Организацията, който приема устав, почти копие на стария български революционен устав. Той съдържаше специален член, според който за негови членове се приемаха само българи. Според Яворов Делчев е гласувал в подкрепа на въпросния член, който според него е шовинистичен. По-късно, когато обстоятелствата се променят, Гоце пръв настоя да се измени този член и това се случва.  В спомените на Иван Хаджиниколов пише, че на Петър Попарсов е възложено да състави първия устав. Основателите също вярват, че в една автономна Македония българите, които са голямо мнозинство в областта, ще могат да защитят най-добре своите интереси. В спомените си Даме Груев разказва, че учредителите се обединяват и заедно изготвят устав по образеца на устава на революционната организация в България преди Освобождението. За написването на устава разказва и Гьорче Петров в спомените си. Според него първоначално е действал кратък устав, изготвен от Даме Груев. Решено е да се изготви нов пълен устав и правилник. Петров го прави в София, заедно с Делчев. 

### Спор за периодизацията
Периодизацията на имената на вътрешната организация е въпрос на дебат, тъй като уставите на БМОРК и ТМОРО не са датирани. Както бе споменато по-горе, българските историци смятат, че през 1896 година първото и вероятно неофициално име МРО е сменено на „БМОРК“, като организацията съществува под това име до 1902 година. Все още има северномакедонски историци, които признават съществуването на името „БМОРК“ в много ранния период на организацията (1894–1896), но като цяло днес в Северна Македония се приема, че между 1894 и 1896 година тя се е наричала МРО, докато през периода 1896–1902 година името на организацията е "ТМОРО".
На 10 октомври 1900 година вестник „ Пещер Лойд ” публикува кратък превод на заловения от османските власти устав на Българския македонски революционен комитет и правилник на Македоно-одринските революционни комитети . На 13 октомври гръцкият вестник "Имера" публикува същите документи. От друга страна, австро-унгарският консул в Скопие Готлиб Пара в доклада си от 14.11.1902 година прилага преводен документ, който той определя като нов устав на революционната организация. Този документ носи заглавието: „Устав на Тайната македоно-одринска революционна организация“. Той е идентичен с документа от 1902 година според Пандев, както и с устава, който според Катарджиев е съставен през 1897 година. Въпреки това северномакедонските историци посочват факта, че копие от устава на „ТМОРО” се съхранява в Лондон от 1898 година.
Въз основа на откритието от началото на 2000 година, че корицата на правилата на БМОРК е с дата 1896 година, проблемът, кога правилниците на БМОРК са били отпечатани, изглежда е разрешен от българския историк Цочо Билярски. Правилникът обаче е изготвен по-късно от устава. Следващият устав на ТМОРО отваря членството в организацията на всеки македонец или одринец, независимо от етническия му произход. Тогава членовете на ВМОРО виждат бъдещето на Македония като многонационална общност и не се разглеждат като отделен македонски етнос, а го разбират като общ термин, обхващащ различните националности в областта. Общата политическа програма, обявена в устава на ТМОРО, е една и съща: постигане на политическа автономия на двата региона. През 1905 година организацията променя името си на Вътрешна македоно-одринска революционна организация (ВМОРО).

## Външни връзки
- Уставът на българските македоно-одрински революционни комитети (на английски) ;
- Извадка от Правилника (клетвата) на Българските македоно-одрински революционни комитети (на английски език) ;

## Галерия
- Корица на устава на БМОРК. Отгоре името на организацията, а в средата има изображение със седнала жена. В дясната си ръка тя държи знаме, на което пише " Свобода или смърт ". [92][87]
- Устав на БРЦК, използван като основа за първия устав на ВМОРО.[93] Той е изготвен в Букурещ през 1872 година.
- Правилник на БМОРК, публикуван в Скопие през 1961 година.[94] Той продължава да се използва дори след 1902 година в районните на Ахъчелебийско и Скечанско.[95]
- Извадка от редакциите на правилника на ТМОРО, направени от ръката на Гоце Делчев или Петър Попарсов.[96]
- Ковачев, Владислав. Автономна Македония (1919). Той поддържа тезата на страница 14, че първият устав позволява членството само на българи със специален член.[97][98]
- Списание „Македония“ (1922), в което Георги Баждаров на страница 5 твърди, че първото име на организацията е БМОРК.[99][100]
- „Борбите на македонския народ за освобождение“ (1925), в която Димитър Влахов твърди на страница 5, че първоначално организацията работи сред българите от Българската екзархия.[101]
- Спомените на Христо Татарчев за създаването на ВМОРО, която според него се нарича МРО, издадена в София от Любомир Милетич през 1928 година.[102]
- "Строежа на живота" (1927), с автор Никола Зографов. (Приносъ къмъ историята на революционна Македония). Според Зографов през 1895 г. името на организацията е БМОРК. [103]